# Viticoltura a Malta

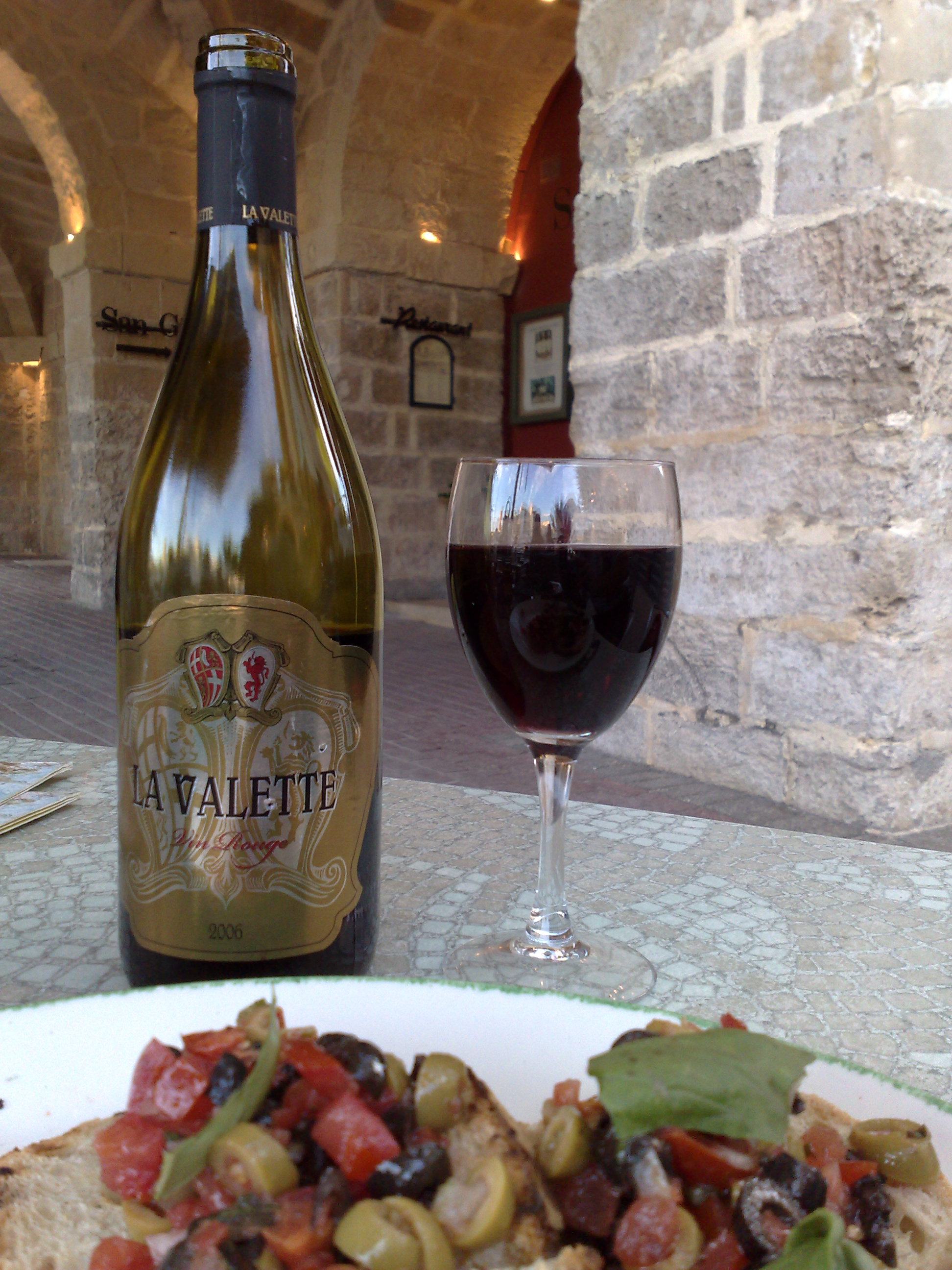
vino La Valette

La viticoltura a Malta vanta una tradizione millenaria con radici che risalgono a circa 3.000 anni fa. Nel corso dei secoli la produzione vinicola maltese ha affrontato numerose sfide tra cui dominazioni straniere e epidemie, ma è riuscita a preservare e sviluppare una cultura enologica unica.

## Storia
Le prime testimonianze della produzione di vino a Malta risalgono all'epoca fenicia e punica, circa 3.000 anni fa. Successivamente, durante la dominazione romana la viticoltura conobbe un periodo di prosperità. Tuttavia, con l'arrivo degli Arabi nel IX secolo, la produzione vinicola subì un declino a causa delle restrizioni religiose sull'alcol. La situazione migliorò con l'insediamento dei Cavalieri di San Giovanni nel 1530 che promossero nuovamente la viticoltura. Nel XIX secolo, sotto il dominio britannico, l'industria vinicola maltese affrontò ulteriori difficoltà aggravate dall'epidemia di fillossera che devastò i vigneti locali. Nonostante queste sfide la viticoltura maltese ha saputo rinnovarsi e oggi gode di una rinascita qualitativa.

## Clima
Il clima mediterraneo di Malta, caratterizzato da estati calde e secche e inverni miti e piovosi, è ideale per la coltivazione della vite. Le brezze marine contribuiscono a moderare le temperature estive mentre i terreni calcarei dell'arcipelago offrono un buon drenaggio favorendo la crescita di uve di alta qualità.

## Regioni vitivinicole
Malta, nonostante le sue ridotte dimensioni, ospita diverse zone vitivinicole sia sull'isola principale che su Gozo. Le principali aree di produzione includono le regioni centrali e settentrionali di Malta, nonché diverse zone di Gozo, dove si trovano la maggior parte delle cantine e dei vigneti

## Vitigni
I viticoltori maltesi coltivano sia varietà autoctone che internazionali. Tra le uve locali spiccano il Ġellewża (rosso) e il Girgentina (bianco) che conferiscono ai vini maltesi un carattere distintivo. Le varietà internazionali includono Cabernet Sauvignon, Merlot, Syrah, Chardonnay e Sauvignon Blanc che si sono adattate bene al terroir maltese.

## Vini
La produzione vinicola maltese offre una gamma diversificata di vini, dai bianchi freschi e aromatici ai rossi strutturati e complessi. I vini ottenuti da vitigni autoctoni presentano profili unici riflettendo l'identità culturale dell'arcipelago. Negli ultimi anni i vini maltesi hanno ottenuto riconoscimenti in concorsi internazionali attestando la crescente qualità della produzione locale.

## Normative
Nel 2007 Malta ha introdotto la Denominazzjoni ta' Oriġini Kontrollata (DOK), un sistema di denominazione che garantisce la qualità e l'origine dei vini prodotti nell'arcipelago. Questa normativa stabilisce criteri rigorosi per la coltivazione delle uve e la vinificazione, assicurando standard elevati e promuovendo l'identità dei vini maltesi.